# Xã Salado, Quận Independence, Arkansas
Xã Salado (tiếng Anh: Salado Township) là một xã thuộc quận Independence, tiểu bang Arkansas, Hoa Kỳ. Năm 2010, dân số của xã này là 1.121 người.